# Ярлепа (озеро)
Я́рлепа (эст. Järlepa) — продолговатое озеро в уезде Рапламаа, расположено в 10 км к востоку от посёлка Кохила около деревни Ярлепа. Площадь озера — 47,9 га. Длина озера 1570 м, ширина — 530 м. Максимальная глубина — 3,3 м. Берега преимущественно илистые или торфяные, более твёрдым дном характеризуется северный берег. Мощность донных отложений сапропеля достигает более 2 м. На северо-западе из озера вытекает ручей Пахкла (Ангерья), который затем впадает в реку Вяэна. С 1964 года озеро находится под охраной. В озере водятся плотва, окунь, золотой карась, щука, угорь, налим, колюшка девятииглая, линь.